# Clytie triangularis
Clytie triangularis là một loài bướm đêm trong họ Erebidae.